# Cripto
Cripto, polgári nevén Béres Balázs (Nagyvárad, 1995. február 20. –) magyar bűvész, mentalista, előadóművész és világrekorder.

## Bűvész és mentalista
2009 márciusában kezdett el foglalkozni bűvészettel és mentalizmussal. Azóta számtalan helyen megfordult, hogy szórakoztassa a közönséget.

## Guinness World Records
Cripto már 17 éves korában világrekorder lett, ugyanis 2012. június 21-én, délelőtt megdöntött egy világrekordot: Most one handed Charlier cuts in one hour. Egy óra alatt egy kézben 2985-ször emelt el egy csomag kártyát, 515-tel többször, mint a korábbi rekorder. Kicsivel több, mint egy évre rá (2013.09.21.) megdöntött egy másik Guinness rekordot: Most one handed Charlier cuts in one minute. Egy perc alatt egy kézben 82-szer emelt el egy csomag kártyát, 9-cel többször, mint a korábbi rekorder, így ő lett a csúcstartó. Rekordját pár évvel később megdöntötték, az jelenleg 94. 